# Equicontinuidad
Sean {\displaystyle (X,{\mathcal {T}})\,} un espacio topológico, {\displaystyle (Y,d)\,} un espacio métrico, y {\displaystyle x_{0}} un punto en {\displaystyle X}. Un conjunto {\displaystyle H} de funciones de {\displaystyle X} en {\displaystyle Y} se dice equicontinuo en {\displaystyle x_{0}} si y solamente si para todo {\displaystyle r>0,\exists A} entorno de {\displaystyle x_{0}} tal que {\displaystyle \forall f\in H,f(A)\subseteq B(f(x_{0}),r)}
Debe tenerse en cuenta que, en particular, si {\displaystyle H} es equicontinuo en {\displaystyle x_{0}}, entonces todas las funciones que pertenecen a {\displaystyle H} son continuas en {\displaystyle x_{0}}.
Se dice que {\displaystyle H} es equicontinua si lo es para todo {\displaystyle x_{0}\in X}.

## Ejemplos
1. Si {\displaystyle H} es una familia finita de funciones continuas, entonces es equicontinua
2. Si {\displaystyle (X,{\mathcal {T}})\,} es métrico y todas las funciones de {\displaystyle H} son Lipschitz continuas con una misma constante {\displaystyle K}, entonces {\displaystyle H} es equicontinua
3. Si {\displaystyle X,Y\subseteq \mathbb {R} }, todas las funciones de {\displaystyle H} son derivables, y existe una constante {\displaystyle K>0} tal que {\displaystyle \forall f\in H,\forall x\in X,|f'(x)|<K}, entonces se cumple que todas las funciones de {\displaystyle H} son Lipschitz continuas de constante {\displaystyle K}, y por ende, {\displaystyle H} es equicontinuo.

Esta última propiedad es una de las más usadas para verificar equicontinuidad de una familia de funciones.
- Datos: Q249092